# Heriberto Arroyo - José Felipe Márquez Cañizalez
Heriberto Arroyo et José Felipe Márquez Cañizalez sont les deux noms d'un même territoire disputé entre deux États fédéraux limitrophes, le Lara et le Trujillo, au Venezuela :
- Selon la loi du 22 janvier 1990 sur la division territoriale politique publiée au Journal Officiel de l'État de Trujillo, le territoire correspond à l'une des vingt municipalités de l'État de Trujillo avec comme chef-lieu El Paradero.
- Selon la loi du 23 janvier 1991 sur la division territoriale politique publiée au Journal Officiel de l'État de Lara, le territoire correspond à l'une des dix-sept paroisses civiles de la municipalité de Torres. Sa capitale est El Paradero.

En 2011, la population de ce territoire s'élève à 4 551 habitants.

## Géographie

### Subdivision selon l'État de Lara
Selon l'État de Lara, le territoire est considéré comme une unique paroisse civile nommée Heriberto Arroyo, la paroisse civile étant la plus petit unité politico-territoriale du pays. À ce titre, ce territoire d'est pas subdivisé, et sa capitale est El Paradero.

### Subdivisions selon l'État de Trujillo
Selon l'État de Trujillo, ce territoire correspond à la municipalité de José Felipe Márquez Cañizalez, divisée en trois paroisses civiles avec, chacune à sa tête, une capitale (entre parenthèses)
- Antonio José de Sucre (La Placita) ;
- El Socorro (El Paradero) ;
- Los Caprichos (Los Caprichos).

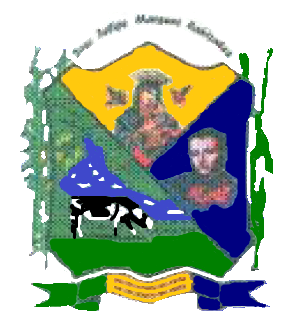
Blason de la municipalité pour l'État de Trujillo.
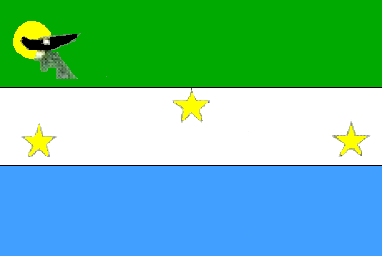
Drapeau pour l'État de Trujillo.